# 美白

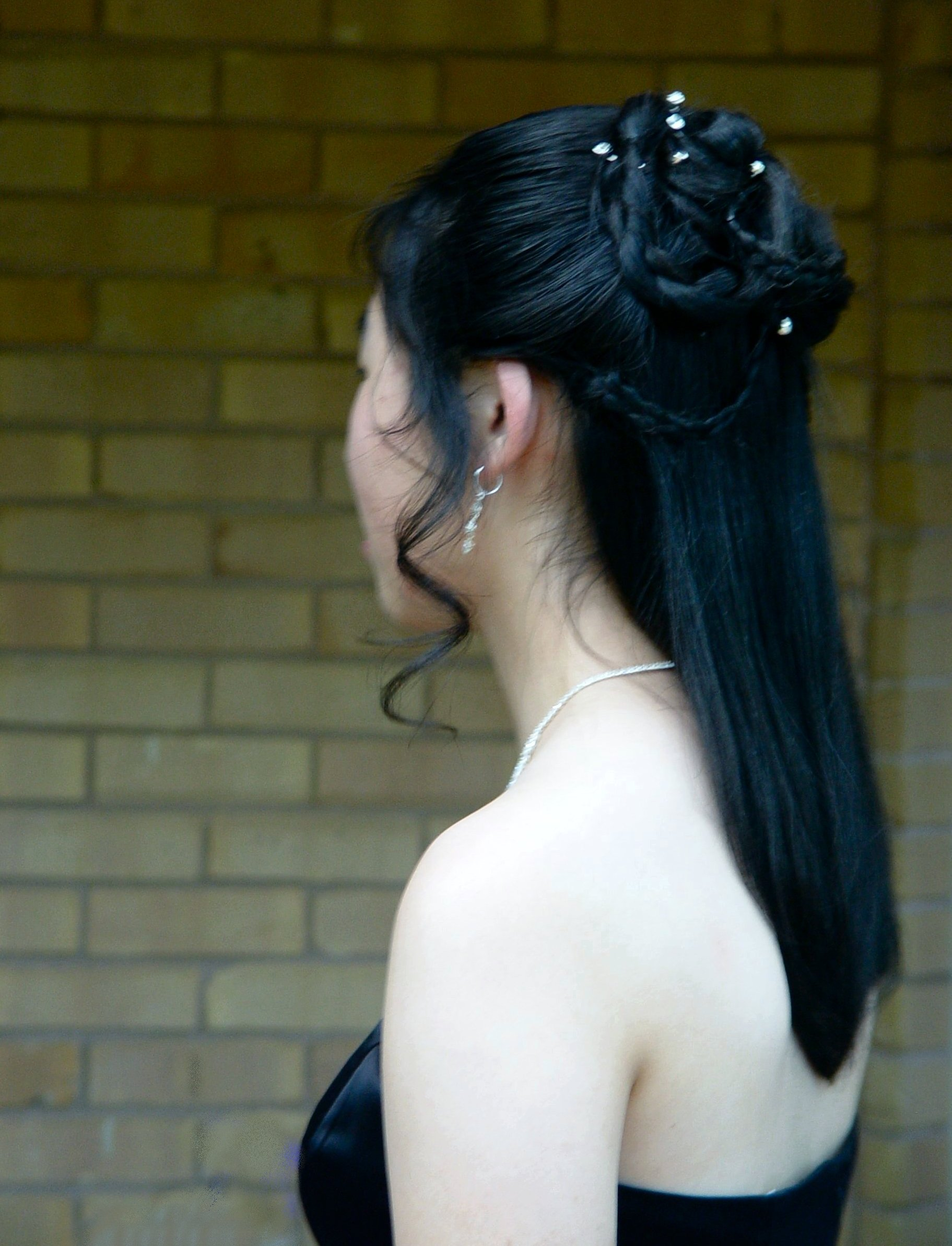
明るい色の肌

美白（びはく、Skin whitening, Skin brightening）とは、色素沈着が少ない、白くて明るい肌の色を目指すことをいう。

## 生理
人間の皮膚の色は、人種によってその色合いが異なるが、これは皮膚に存在する色素のメラニンに負うところが大きい。また皮膚が黒くなるのは色素のメラニンによるものが大きい。
なお、十分な水分に満ちた肌は光をより多く反射し、白く美しく見せるといわれているとはいえ、水を飲む時間帯や温度によって、皮膚のケアに与える影響が異なることも経験則として知られている

## 美容

### 機序

#### チロシナーゼ活性抑制成分
多くの美白有効成分は、メラニンの生成に重要なチロシナーゼに作用しメラニンの形成を阻害しているが、一部の成分には安全上の懸念や副作用による制限事項が存在する。そこでメラニン細胞を傷つけずに、チロシナーゼに選択的に作用するような様々な成分が探索されてきた。
- ビタミンC - ドーパキノンのドーパへの還元、酸化型メラニンの還元型メラニンへの変換などの効果がある[2]。ただし、外用にするには安定性に欠けることから安定な誘導体が開発されている[2]。
- アルブチン - 天然型フェノール性配糖体（ハイドロキノンとグルコースがβ結合したハイドロキノン誘導体）でメラニン生成の抑制効果がある[2]。
- コウジ酸 - チロシナーゼの活性を阻害する効果やメラニンポリマー生成の阻害効果がある[2]。
- エラグ酸 - チロシナーゼと銅の結合を阻害して活性を抑制する効果がある[2]。
- ルシノール - チロシナーゼの活性阻害やTRP-1活性の阻害効果がある[2]。
- リノール酸 - チロシナーゼタンパクの分解促進によるチロシナーゼ活性抑制作用がある[2]。

#### ケラチノサイト由来因子への作用成分
- カミツレエキス - カミツレの抽出物で紫外線誘導色素沈着防止効果もある[2]。
- トラネキサム酸 - プロスタグランジンの生成、メラニンの生成を抑制することが報告されている[2]。

#### その他の作用成分
- アデノシン一リン酸二ナトリウム - 表皮のターンオーバーを促してケラチノサイトの排出を促進する[2]。
- ニコチン酸アミド - メラノソームのメラノサイトからケラチノサイトへの輸送を抑制する[2]。
- 4-メトキシサリチル酸カリウム塩 - メラニン生成の抑制などの効果が確認されている[2]。

#### ハイドロキノン製剤
ハイドロキノンは水酸化フェノールの一種で、欧米において肝斑治療の標準薬として使用されており、有効性の報告がある一方で副作用があることも知られている。
ハイドロキノン製剤のうちハイドロキノンモノベンジルエーテル（モノベンゾン）については皮膚の漂白作用が強力かつ不可逆性をもち白斑黒皮症をきたすことが問題となった。モノベンゾンは1952年から1958年にメラニン過剰（シミなど）の治療に使われたが、不可逆的（元に戻らない）に色素脱失を起こし、塗布した部位以外の離れた部位にも起こるため商品は販売中止になった。日本でも1954年に、皮膚の色素沈着への効果が報告され化粧品会社も2%濃度の美白化粧品を発売、1957年には2か月から12か月の使用によって点状や網状の色素脱失斑が起きたことが、東京慈恵会医科大学皮膚科教室の医師らにより報告され、1957年に厚生省が化粧品への配合を禁止し医薬品としての認可もない状況が続いている。
ハイドロキノン製剤一般についても、EUは2001年から化粧品原料として使用することを禁止している。
アメリカ合衆国のニューヨーク州、マサチューセッツ州、ニューハンプシャー州、モンタナ州、テキサス州で美白成分に含まれるハイドロキノンが禁止され、2014年には代替成分を利用した美白化粧品が増加してきた。2019年に、東アフリカ立法会議は、ハイドロキノンを含む美容物質の製造と輸入禁止のための条約の制定を可決した。また、同年にはイングランドとウェールズの地方自治体協議会は、ハイドロキノンを含む美白クリームについて消費者に使用しないよう勧告を出している。

### 米国
米国で美白剤として認識され処方されてきたものに、ハイドロキノンやレチノイド、アゼライン酸がある。ハイドロキノンでまれに起こるアレルギーによる皮膚刺激性や、長期使用による経時変化の後遺症、明確には確認されていない発がん性の噂から代替製品の市場が拡大してきた。またハイドロキノンはチロシナーゼの反応を阻害するというよりも、メラニン細胞（メラノサイト）に対する毒性を通して作用している。

### 日本
1961年には「藥効美白クリーム」が販売されている。1980年以前に、医薬部外品のビタミンCやプラセンタエキスに「日焼けによるしみそばかすを防ぐ」という効能表示が行われていたが、ヒトでの臨床試験を行ったものかは定かではない。1980年より有効成分の申請には、ヒトでの臨床試験が必要となり、医薬部外品としてこの制度によって承認を得た1989年のコウジ酸を最初として「メラニン生成を抑えシミ・そばかすをふせぐ」という効能表示が行われるようになり、一般に美白化粧品と呼ばれるようになった。1990年に日焼け止めの効果指標であるSPFは1990年には最高が20だったものが、各社がしのぎを削り数値を高くしていき1998年には100を超えたが、2000年以降は通常は50であれば十分だという確認からSPF50を最大表示とするようになった。
2013年にカネボウ化粧品は、肌がまだらに白くなるとの訴えを受けて自社開発成分のロドデノールを配合する化粧品を回収した。回収時に把握していた39人ではなく、顔に3か所・5センチ以上の白斑を訴えた人数は7月には2250人となり、2018年11月までに約2万人となり、うち1万8千人と合意した。
1989年には、ヒトでの臨床試験を経た医薬部外品に「メラニン生成を抑えシミ・そばかすをふせぐ」という効能表示が行われるようになり、一般に美白化粧品と呼ばれる。化粧品の広告で、美白を謳う場合には「メラニンの生成を抑え、しみ、そばかすを防ぐ」を併記する必要がある。
日本で、美白化粧品であることを公にうたうためには、医薬品、医療機器等の品質、有効性及び安全性の確保等に関する法律（薬機法）で定められた美白有効成分が配合された医薬部外品である必要があり、例えば「ホワイトニング」という表示はこの基準をクリアしていないと使えない。こうした美白化粧品では、肝斑や老人性色素斑を対象に既に存在する色素沈着が改善したかを判定しているが、承認された効能は「メラニン生成を抑制し、シミそばかすをふせぐ」であり、「しみを薄くする」という効能では2015年までで承認を得たことはない。化粧品は、美容目的であり治療をうたうことはできない。医薬部外品として承認された成分は『医薬部外品原料規格2006』（厚生省医薬安全局審査研究会の発行）に記載されている。
医薬部外品として美白の効能表示が認可された美白有効成分
プラセンタ、エラグ酸、コウジ酸、トラネキサム酸、トラネキサム酸セチル (TXC)、4MSK (サリチル酸誘導体)、リノール酸S
ニコチン酸アミド（ナイアシンアミド）、デクスパンテノールW
（以下、ビタミンC誘導体）ビタミンCエチル、アスコルビン酸グルコシド
リン酸アスコルビルナトリウム、リン酸アスコルビルマグネシウム（ビタミンC誘導体ここまで）
アルブチン、カモミラET、マグノリグナン、ルシノール、ロドデノール（販売中止）
エナジーシグナルAMP（アデノシン-リン酸二ナトリウム）、PCE-DP（ピース・ディーピー）

## 文化

### 日本

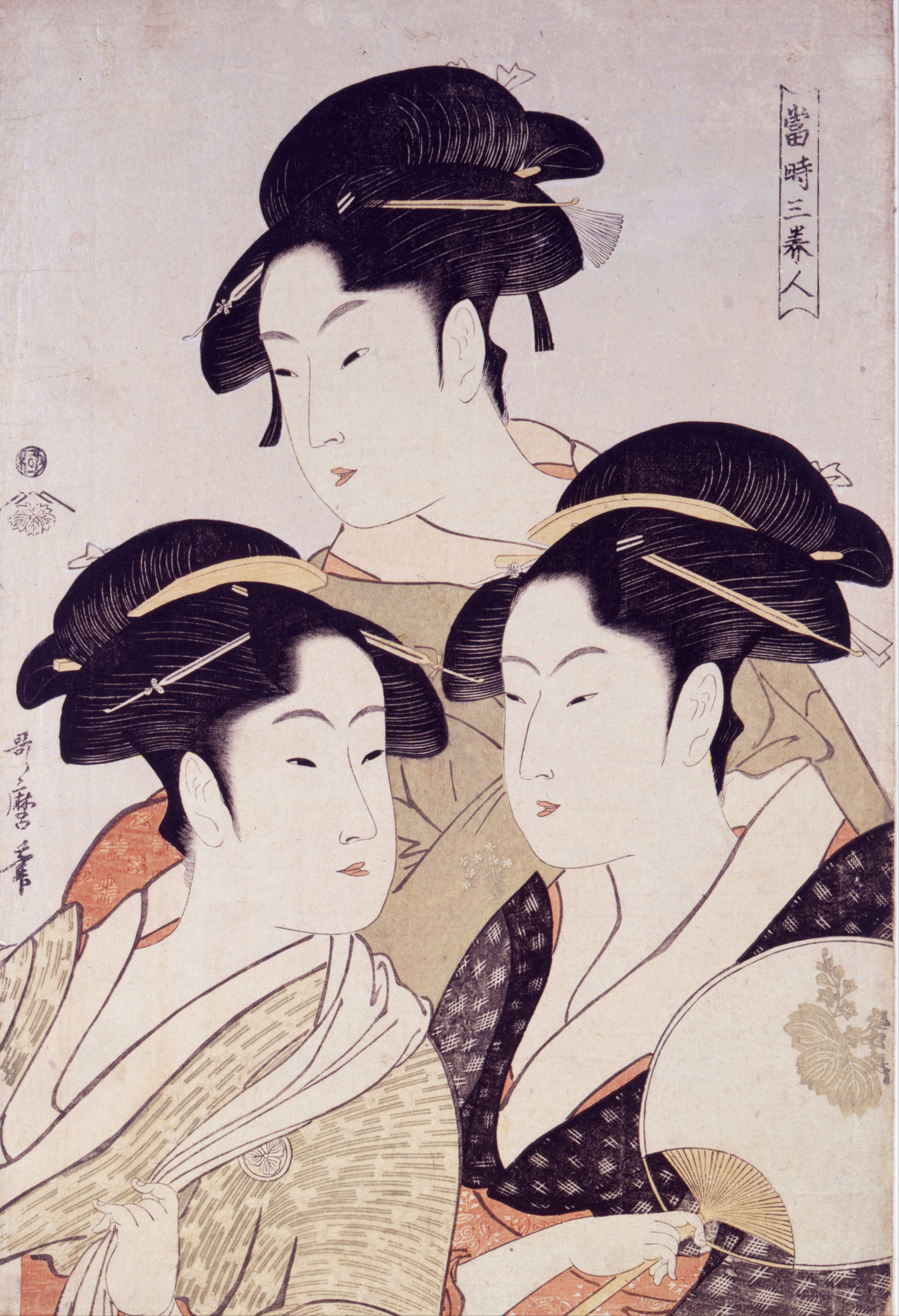
美人画（喜多川歌麿）

日本では古くから「色の白いは七難隠す」(色白の綺麗な肌の女性は相貌がそれほど端麗というわけでなくても十分に美人の印象を与える)とのことわざがあり、肌が白くシミやくすみがない状態を好む価値観があるとされる。また、白い肌は女性の清潔感の象徴ともなった。
ウグイスの糞を乾燥させた粉が色白になる洗顔料として利用されていたこともあった。また、明治時代まで化粧として白粉がよく用いられたが、鉛入りのものが主流だったため鉛害で肌が荒れるという難物だった。
一方で、1960年代には小麦色の肌が健康的であるとされ、育児においても奨励されたほか、レジャーブームもあってファッション化し、当時の化粧品会社のCMでも小麦色の肌がアピールされていた。だが昭和末期頃からオゾン層の破壊と紫外線の問題が取り上げられるようになり、肌を焼く文化は1990年代初頭から次第に女子高生などに広がった日焼けマシーン・ガングロギャルによって最高潮に達し、平成時代には衰退に向かう。そして1990年代後半に、「美白」という言葉が美容研究家・料理研究家である鈴木その子によって提唱され流行したともいわれる。
また女性だけでなく男性も美白を行うようになっていった。2010年には日焼け止めを販売を行うコパトーンが白肌男子が増加を報告し、2012年2月にはロート製薬の男性用化粧品ブランド「OXY」から「オキシーホワイト」シリーズが、同年3月には花王の男性用化粧品ブランド「メンズビオレ」から「メンズビオレ 浸透化粧水 UVミルキータイプ」が登場、2012年5月には日本テレビの朝の情報番組『ZIP!』の「HATENAVI」のコーナーで美白男子の急増が取り上げられた。その後、ビューティ男子を中心とする女子力男子の増加が認識されていった。

### 欧米
欧米では美白は若さの象徴のワードになっているとされ、歯の美白（ホワイトニング）もこれに関連しているとされる。また、髪についても黄色成分を脱色して綺麗な白髪にすることもある。
2020年代に入って欧米の化粧品会社や製薬会社では「美白」やそれに類する表現の見直しが相次いで打ち出されたが、その背景には米国で人種差別への抗議の機運が高まったことが背景にある。